# Liste biblischer Personen/B
Diese Liste biblischer Personen führt Eigennamen von Personen auf, die in der Bibel vorkommen. Sie ist nach dem Alphabet auf mehrere Seiten aufgeteilt. Angegeben sind jene Bibelstellen, in denen die Person zuerst genannt wird. Namen von Orten, Bergen, Flüssen, Seen, Meeren, Inseln, Heiligtümern, Ländern, Völkern finden sich in der Liste geographischer und ethnographischer Bezeichnungen in der Bibel. 

## B
| Name (dt.)   | Name (Urtext)                              | Bedeutung des Namens                                                                               | Bibelstelle        | Person |
| ------------ | ------------------------------------------ | -------------------------------------------------------------------------------------------------- | ------------------ | --- |
| Baal         | בַּעַל baʿal                                  | „Herr“, „Besitzer“                                                                                 | Ri 2,11 u. ö.      | Baal, westsemitischer Wettergott |
| Baal         | בַּעַל baʿal                                  | „Herr“, „Besitzer“                                                                                 | 1 Chr 8,30 u. ö.   | Sohn des Jeiël und der Macha, Vorfahre von König Saul                                                                               |
| Baal         | בַּעַל baʿal                                  | „Herr“, „Besitzer“                                                                                 | 1 Chr 5,5          | Sohn von Reaja und Vater Beera, Rubeniter                                                                                           |
| Baal-Berit   | בַּעַל בְּרִית baʿal bərît                       | „Baal des Bundes“                                                                                  | Ri 8,33            | Gottheit, auch Baal des Bundes und Bundesbaal                                                                                       |
| Baal-Hanan   | בַּעַל חָנָן baʿal ḥānān                        | „Baal hat sich erbarmt“                                                                            | Gen 36,38          | Sohn des Achbor, König der Edomiter                                                                                                 |
| Baal-Hanan   | בַּעַל חָנָן baʿal ḥānān                        | „Baal hat sich erbarmt“                                                                            | 1 Chr 27,28        | Gederiter, Vorsteher über die Güter König Davids                                                                                    |
| Baalis       | בַּעֲלִיס baʿᵃlîs                              | vllt. „Baal heilt“                                                                                 | Jer 40,14          | König der Ammoniter; ließ den Statthalter Gedalja ermorden                                                                          |
| Baana        | בַּעֲנָה baʿᵃnâ                                | vllt. „Baal + ?“                                                                                   | 2 Sam 4,2 u. ö.    | Sohn des Rimmon, Bruder Rechabs; mit diesem zusammen bringt er Isch-Boschet um, worauf hin David ihn hinrichten lässt               |
| Baana        | בַּעֲנָה baʿᵃnâ                                | vllt. „Baal + ?“                                                                                   | 2 Sam 23,29        | Vater Heleds, eines Helden Davids                                                                                                   |
| Baana        | בַּעֲנָא baʿᵃnāʾ und בַּעֲנָה baʿᵃnâ               | vllt. „Baal + ?“                                                                                   | Esr 2,2 u. ö.      | Rückkehrer aus dem babylonischen Exil zur Zeit Esras                                                                                |
| Baana        | בַּעֲנָא baʿᵃnāʾ                               | vllt. „Baal + ?“                                                                                   | 1 Kön 4,12         | Verwalter Salomos |
| Baana        | בַּעֲנָא baʿᵃnāʾ                               | vllt. „Baal + ?“                                                                                   | 1 Kön 4,16         | Sohn des Huschai, Beamter König Salomos                                                                                             |
| Baara        | בַּעֲרָא baʿᵃrāʾ                               | „Baal + ?“                                                                                         | 1 Chr 8,8          | Frau des Schaharajim |
| Bakbakar     | בַּקְבַּקַּר baqbaqqar                            | unbekannt                                                                                          | 1 Chr 9,15         | Levit, möglicherweise identisch mit Bakbukja                                                                                        |
| Bakbuk       | בַּקְבּוּק baqbūq                               | „Flasche“                                                                                          | Esr 2,51 u. ö.     | Sippenoberhaupt der Tempeldiener und Heimkehrer aus dem babylonischen Exil                                                          |
| Bakbukja     | בַּקְבֻּקְיָה baqbuqjâ                            | „Flasche“                                                                                          | Neh 11,17 u. ö.    | Heimkehrer aus dem babylonischen Exil, Levit                                                                                        |
| Baladan      | בַּלְאֲדָן balʾᵃdān                             | „Gott hat einen Sohn geschenkt“                                                                    | 2 Kön 20,12 u. ö.  | Vater Merodach-Baladans |
| Balak        | בָּלָק bālāq                                  | vllt. „[Gott] ist Öffner“ oder „Zerstörer“                                                         | Num 22,2 u. ö.     | Sohn Zippors, König der Moabiter |
| Bani         | בָּנִי bānî                                   | „[JHWH] hat gebaut“                                                                                | 2 Sam 23,36        | Söldner Davids |
| Bani         | בָּנִי bānî                                   | „[JHWH] hat gebaut“                                                                                | 1 Chr 6,31         | Nachkomme Meraris, des Sohnes des Levi                                                                                              |
| Bani         | בָּנִי bānî                                   | „[JHWH] hat gebaut“                                                                                | 1 Chr 9,4          | Nachkomme des Perez, des Sohnes von Juda                                                                                            |
| Bani         | בָּנִי bānî                                   | „[JHWH] hat gebaut“                                                                                | Esr 2,10           | Vorfahr von Rückkehrern aus dem babylonischen Exil                                                                                  |
| Bani         | בָּנִי bānî                                   | „[JHWH] hat gebaut“                                                                                | Esr 10,29          | Vater in Mischehe Lebender |
| Bani         | בָּנִי bānî                                   | „[JHWH] hat gebaut“                                                                                | Neh 3,17 u. ö.     | Vater Rehums, Levit |
| Bani         | בָּנִי bānî                                   | „[JHWH] hat gebaut“                                                                                | Neh 10,15          | Volksoberer |
| Barabbas     | Βαραββᾶς Barabbâs                          | „Sohn des Vaters“                                                                                  | Mt 27,16           | Mörder, dessen Freilassung anstelle Jesu vom Volk gefordert wurde                                                                   |
| Barachel     | בַּרַכְאֵל baraḵʾēl                             | „Gott hat gesegnet“                                                                                | Ijob 32,2          | Vater Elihus eines Freundes Ijobs                                                                                                   |
| Barachias    | Βαραχίας Barachías                         | „JHWH hat gesegnet“                                                                                | Mt 23,35           | Vater des Secharja, auch Berechja                                                                                                   |
| Barak        | בָּרָק bārāq                                  | „Blitz“                                                                                            | Ri 4,6 u. ö.       | Heerführer zur Zeit der Richterin Debora                                                                                            |
| Bariach      | בָּרִיחַ bārîaḥ                                | vllt. „Flüchtling“ oder „mit gebrochenem Rücken“                                                   | 1 Chr 3,22         | Sohn Schechanjas |
| Barjesus     | Βαριησοῦ Bariēsu                           | „Sohn des Jeschua/Jesus“                                                                           | Apg 13,6           | Zauberer und falscher Prophet in Paphos, welcher von Paulus mit Blindheit geschlagen wurde                                          |
| Barjona      | Βαριωνᾶ Bariōnâ                            | „Sohn des Jona“                                                                                    | Mt 17              | Beiname von Simon Petrus |
| Barkos       | בַּרְקוֹס barqōs                               | „Sohn der Kos (Gottheit)“                                                                          | Esr 2,53 u. ö.     | Tempeldiener, Vorfahr von Rückkehrern mit Serubbabel aus dem babylonischen Exil                                                     |
| Barnabas     | Βαρναβᾶς Barnabâs                          | verm. „Sohn des Nabas“ oder „Sohn des [Ortes] Nob“                                                 | Apg 4,36 u. ö.     | Ursprünglich Josef, Levit aus Zypern, verkaufte seinen Grundbesitz, um die christliche Gemeinde zu unterstützen                     |
| Barsabbas    | Βαρσαβᾶς Barsabâs und Βαρσαββᾶς Barsabbâs  | „Sohn des Seba“                                                                                    | Apg 1,23           | Joseph Barsabbas (Beiname Justus), nichtgewählter Kandidat der Apostelnachwahl                                                      |
| Barsabbas    | Βαρσαβᾶς Barsabâs und Βαρσαββᾶς Barsabbâs  | „Sohn des Seba“                                                                                    | Apg 15,22          | Judas Barsabbas, von der Gemeinde in Jerusalem zusammen mit Paulus und Barnabas nach Antiochia geschickt                            |
| Barsillai    | בַּרְזִלַּי barzillaj                            | „Eisern“                                                                                           | 2 Sam 17,27 u. ö.  | Gileaditer aus Roglim, der David unterstützte, als dieser nach Mahanajim kam                                                        |
| Barsillai    | בַּרְזִלַּי barzillaj                            | „Eisern“                                                                                           | 2 Sam 21,8         | Schwiegervater Sauls |
| Barsillai    | בַּרְזִלַּי barzillaj                            | „Eisern“                                                                                           | Esr 2,61 u. ö.     | Priester |
| Bartholomäus | Βαρθολομαῖος Bartholomaîos                 | „Sohn des Talmai“                                                                                  | Mt 10,3 u. ö.      | Jünger Jesu |
| Bartimäus    | Βαρτιμαῖος Bartimaîos                      | „Sohn des Timai“                                                                                   | Mk 10,46 u. ö.     | Blinder, den Jesus heilte |
| Baruch       | בָּרוּךְ bārūḵ                                 | „Gesegneter“                                                                                       | Jer 32,12 u. ö.    | Baruch, Sohn Nerijas, Schreiber des Propheten Jeremia                                                                               |
| Baruch       | בָּרוּךְ bārūḵ                                 | „Gesegneter“                                                                                       | Neh 3,20           | Sohn Sabbais, half beim Mauerbau in Jerusalem                                                                                       |
| Baruch       | בָּרוּךְ bārūḵ                                 | „Gesegneter“                                                                                       | Neh 10,7           | Priester, der sich auf das Gesetz mit verpflichtete, möglicherweise mit dem vorigen identisch                                       |
| Baruch       | בָּרוּךְ bārūḵ                                 | „Gesegneter“                                                                                       | Neh 11,5           | Vater Maaseas, Sohn Kolhoses, Nachkomme Schelas                                                                                     |
| Bascha       | בַּעְשָׁא baʿšāʾ                                | vllt. „Baal hört“ oder „Baal der Himmels“                                                          | 1 Kön 15,16 u. ö.  | dritter König Israels |
| Basemat      | בָּשְׂמַת bāśmat                                | „wohlriechend“, „angenehm“, „parfümiert“                                                           | Gen 26,34          | Frau Esaus, Tochter des Elon |
| Basemat      | בָּשְׂמַת bāśmat                                | „wohlriechend“, „angenehm“, „parfümiert“                                                           | Gen 36,3 u. ö.     | Frau Esaus, Tochter Ismaels |
| Basemat      | בָּשְׂמַת bāśmat                                | „wohlriechend“, „angenehm“, „parfümiert“                                                           | 1 Kön 4,15         | Tochter Salomos, Frau seines Statthalters Ahimaaz                                                                                   |
| Batseba      | בַּת־שֶׁבַע bat-šæḇaʿ                           | „Tochter der Fülle“                                                                                | 2 Sam 11,3 u. ö.   | Tochter Eliams, Frau Urias, später Frau König Davids, Mutter Salomos                                                                |
| Batseba      | בַּת־שׁוּעַ bat-šūaʿ                            | „Tochter der Fülle“                                                                                | 1 Chr 3,5          | Tochter Eliams, Frau Urias, später Frau König Davids, Mutter Salomos                                                                |
| Bazlut       | בַּצְלוּת baṣlūt                               | vllt. „Zwiebel“                                                                                    | Esr 2,52           | Sippenoberhaupt der Tempeldiener und Heimkehrer aus dem babylonischen Exil                                                          |
| Bealja       | בְּעַלְיָה bəʿaljâ                              | „JHWH ist Herr/Besitzer“                                                                           | 1 Chr 12,6         | Kampfgenosse Davids |
| Bebai        | בֵּבַי bēḇaj                                  | „Kleinkind“                                                                                        | Esr 2,11 u. ö.     | Sippenoberhaupt der Heimkehrer aus dem babylonischen Exil                                                                           |
| Becher       | בֶּכֶר bækḵær                                 | „Kamelfüllen“                                                                                      | Gen 46,21 u. ö.    | zweitältester Sohn Benjamins |
| Becher       | בֶּכֶר bækḵær                                 | „Kamelfüllen“                                                                                      | Num 26,35          | Ephraimiter |
| Bechorat     | בְּכוֹרַת bəḵōrat                              | „Erstgeburt“                                                                                       | 1 Sam 9,1          | Benjaminiter; Vorfahre Sauls |
| Bedad        | בְּדַד bədad                                  | vllt. „Sohn des Hadad“                                                                             | Gen 36,35 u. ö.    | Vater des Königs Hadad |
| Bedan        | בְּדָן bədān                                  | vllt. „Steinbock“ oder „der Fette“                                                                 | 1 Chr 7,17         | Sohn Ulams |
| Bedan        | בְּדָן bədān                                  | vllt. „Steinbock“ oder „der Fette“                                                                 | 1 Sam 12,11        | für Barak |
| Bedja        | בֵּדְיָה bēdjâ                                 | „Glied JHWHs“                                                                                      | Esr 10,35          | Israelit, der sich von seiner heidnischen Frau trennt                                                                               |
| Beeljada     | בְּעֶלְיָדָע bəʿæljādāʿ                          | „Baal kennt“                                                                                       | 2 Chr 14,7         | Sohn Davids |
| Beelzebul    | בַּעַל זְבוּב baʿal zəḇūḇ                       | „Baal/Herr, der Fliegen“                                                                           | 2 Kön 1,2          | Polemik gegen den Gott von Ekron |
| Beelzebul    | Βεελζεβούλ Beelzebúl                       | verm. „Oberer der Baale“                                                                           | Mt 10,25 u. ö.     | Anführer der Dämonen |
| Beera        | בְּאֵרָה bəʾērâ                                | „Brunnen“, „Wasserloch“                                                                            | 1 Chr 5,6          | Rubeniter; gehörte zu den von Tiglat-Pileser in die Gefangenschaft geführten                                                        |
| Beera        | בְּאֵרָא bəʾērāʾ                               | „Brunnen“, „Wasserloch“                                                                            | 1 Chr 7,37         | Mann aus dem Stamm Asser |
| Beeri        | בְּאֵרִי bəʾērî                                | „[mein] Brunnen“                                                                                   | Gen 26,34          | Vater von Judit, einer der Frauen von Esau                                                                                          |
| Beeri        | בְּאֵרִי bəʾērî                                | „[mein] Brunnen“                                                                                   | Hos 1,1            | Vater des Propheten Hosea |
| Bel          | בֵּל bēl                                     | „Herr“                                                                                             | Jes 46,1 u. ö.     | babylonische Gottheit, Beiname des Marduk                                                                                           |
| Bela         | בֶּלַע bælaʿ                                  | verm. „Redner“                                                                                     | Gen 36,33 u. ö.    | Bela (König Edoms), Sohn von Beor                                                                                                   |
| Bela         | בֶּלַע bælaʿ                                  | verm. „Redner“                                                                                     | Gen 46,21 u. ö.    | Sohn von Benjamin |
| Bela         | בֶּלַע bælaʿ                                  | verm. „Redner“                                                                                     | 1 Chr 5,8          | Sohn von Asa |
| Beliar       | Βελιάρ Beliár (hebräisch בְּלִיַּעַל bəlijjaʿal) | „Schlechtigkeit“ bzw. „Verderber“                                                                  | 2 Kor 6,15         | Personifikation der Bosheit, Nichtsnutzigkeit, Heillosigkeit, Bezeichnung des Satans                                                |
| Belschazzar  | בֵּלְאשַׂצַּר bēlʾšaṣṣar und בֵּלְשַׁאצַּר bēlšʾaṣṣar    | „Bel, beschütze den König“                                                                         | Dan 5,1 u. ö.      | babylonischer König, auch Belsazar                                                                                                  |
| Beltschazzar | בֵּלְטְשַׁאצַּר bēltəšaʾṣṣar                       | „beschütze sein Leben“, „Beschütze das Leben des Königs“ oder „Bel beschütze das Leben des Königs“ | Dan 1,7 u. ö.      | Beiname Daniels |
| Ben-Ammi     | בֶּן־עַמִּי bæn-ʿammî                           | „Sohn meines Verwandten“                                                                           | Gen 19,38          | Sohn Lots, Stammvater der Ammoniter                                                                                                 |
| Ben-Hadad    | בֶּן־הֲדַד bæn-hᵃdad                           | „Sohn des Hadad“                                                                                   | 1 Kön 15,18 u. ö.  | König von Aram., löste sein Bündnis mit Bascha, um Asa, dem König von Juda zu helfen, gegen Bascha, den König von Israel zu kämpfen |
| Ben-Hadad    | בֶּן־הֲדַד bæn-hᵃdad                           | „Sohn des Hadad“                                                                                   | 1 Kön 20,1 u. ö.   | König von Aram, Gegner Ahabs, des König von Israel                                                                                  |
| Ben-Hadad    | בֶּן־הֲדַד bæn-hᵃdad                           | „Sohn des Hadad“                                                                                   | 2 Kön 13,3 u. ö.   | König von Aram, Sohn Hasaëls |
| Ben-Hajil    | בֵּן־חַיִל bēn-ḥajil                           | „Sohn der Kraft“                                                                                   | 2 Chr 17,7         | Beamter Josaphats |
| Ben-Oni      | בֶּן־אוֹנִי bæn-ʾōnî                           | „Sohn der Klage“ oder „Sohn meiner [Lebens-] Kraft“                                                | Gen 35,18          | früherer Name Benjamins |
| Benaja       | בְּנָיָה bənājâ                                | „JHWH hat gebaut“, i. S. v. „JHWH hat Nachkommen geschenkt“                                        | 1 Chr 4,36         | Sohn Simeons |
| Benaja       | בְּנָיָה bənājâ                                | „JHWH hat gebaut“, i. S. v. „JHWH hat Nachkommen geschenkt“                                        | 2 Chr 20,14        | Nachkomme Asafs |
| Benaja       | בְּנָיָה bənājâ                                | „JHWH hat gebaut“, i. S. v. „JHWH hat Nachkommen geschenkt“                                        | Esr 10,25.30.35.43 | vier Männer, die heidnische Frauen genommen hatten                                                                                  |
| Benaja       | בְּנָיָה bənājâ und בְּנָיָהוּ bənājāhū             | „JHWH hat gebaut“, i. S. v. „JHWH hat Nachkommen geschenkt“                                        | 2 Sam 23,30 u. .   | Piratoniter, Held Davids |
| Benaja       | בְּנָיָה bənājâ und בְּנָיָהוּ bənājāhū             | „JHWH hat gebaut“, i. S. v. „JHWH hat Nachkommen geschenkt“                                        | 2 Sam 8,18 u. ö.   | Anführer der Leibwache Davids |
| Benaja       | בְּנָיָה bənājâ und בְּנָיָהוּ bənājāhū             | „JHWH hat gebaut“, i. S. v. „JHWH hat Nachkommen geschenkt“                                        | Ez 11,1 u. ö.      | Vater Pelatjas, eines der führenden Männer im Volk zur Zeit Ezechiels                                                               |
| Benaja       | בְּנָיָהוּ bənājāhū                             | „JHWH hat gebaut“, i. S. v. „JHWH hat Nachkommen geschenkt“                                        | 1 Chr 15,18 u. ö.  | Levit zweiten Dienstranges, der vor der Bundeslade auf Harfen spielte                                                               |
| Benaja       | בְּנָיָהוּ bənājāhū                             | „JHWH hat gebaut“, i. S. v. „JHWH hat Nachkommen geschenkt“                                        | 1 Chr 15,24 u. ö.  | Priester, der vor der Lade Trompete spielte                                                                                         |
| Benaja       | בְּנָיָהוּ bənājāhū                             | „JHWH hat gebaut“, i. S. v. „JHWH hat Nachkommen geschenkt“                                        | 2 Chr 31,13        | Beamte, der den Verwalter über die Tempelabgaben Konanja unterstützte                                                               |
| Beninu       | בְּנִינוּ bənînū                               | „unser Sohn“                                                                                       | Neh 10,14          | Levit |
| Benjamin     | בִּנְיָמִין binjāmîn                            | „Sohn der rechten Seite“, i. S. v. „geliebter Sohn“, „der besonders Geehrte“                       | Gen 35,18 u. ö.    | Benjamin, Jüngster Sohn Jakobs, zweiter Sohn Rahels, Stammvater der Benjaminiter                                                    |
| Benjamin     | בִּנְיָמִין binjāmîn                            | „Sohn der rechten Seite“, i. S. v. „geliebter Sohn“, „der besonders Geehrte“                       | 1 Chr 7,10         | Zweiter Sohn Bilhans |
| Benjamin     | בִּנְיָמִין binjāmîn                            | „Sohn der rechten Seite“, i. S. v. „geliebter Sohn“, „der besonders Geehrte“                       | Esr 10,32          | Nachkomme Harims, der eine heidnische Frau genommen hatte                                                                           |
| Benjamin     | בִּנְיָמִין binjāmîn                            | „Sohn der rechten Seite“, i. S. v. „geliebter Sohn“, „der besonders Geehrte“                       | Neh 3,23           | Zeitgenosse Nehemias |
| Beor         | בְּעוֹר bəʿōr                                 | „Brennen“ oder „Baal ist erhaben“                                                                  | Gen 36,32 u. ö.    | Vater Belas, des ersten Fürsten Edoms                                                                                               |
| Beor         | בְּעוֹר bəʿōr                                 | „Brennen“ oder „Baal ist erhaben“                                                                  | Num 22,5 u. ö.     | Vater des Propheten Bileam |
| Bera         | בֶּרַע bæraʿ                                  | umstritten, vllt. „durch Bosheit“                                                                  | Gen 14,2           | König von Sodom |
| Beracha      | בְּרָכָה bərāḵâ                                | verm. „[Gott] hat gesegnet“                                                                        | 1 Chr 12,3         | Anhänger Davids aus dem Stamm Benjamin                                                                                              |
| Beraja       | בְּרָאיָה bərāʾjâ                              | „JHWH hat geschaffen“                                                                              | 1 Chr 8,21         | Sohn Schimis |
| Berechja     | בֶּרֶכְיָהוּ bæræḵjāhū                           | „JHWH hat gesegnet“                                                                                | 1 Chr 6,24 u. ö.   | Levit, Sohn Schimas |
| Berechja     | בֶּרֶכְיָהוּ bæræḵjāhū                           | „JHWH hat gesegnet“                                                                                | 2 Chr 28,12        | Fürst der Efraimiter, sorgte mit für die Freilassung der gefangenen Judäer                                                          |
| Berechja     | בֶּרֶכְיָה bæræḵjâ und בֶּרֶכְיָהוּ bæræḵjāhū         | „JHWH hat gesegnet“                                                                                | Sach 1,1 u. ö.     | Vater des Propheten Sacharja |
| Berechja     | בֶּרֶכְיָה bæræḵjâ                              | „JHWH hat gesegnet“                                                                                | 1 Chr 9,16 u. ö.   | Sohn Asas, wohnte bei den Dörfern der Neofatiter                                                                                    |
| Berechja     | בֶּרֶכְיָה bæræḵjâ                              | „JHWH hat gesegnet“                                                                                | 1 Chr 3,20         | Sohn Meschullams |
| Berechja     | בֶּרֶכְיָה bæræḵjâ                              | „JHWH hat gesegnet“                                                                                | Neh 3,4 u. ö.      | Vater Meschullams, der bei der Ausbesserung der Mauer half                                                                          |
| Bered        | בֶּרֶד bæræd                                  | „Hagel“                                                                                            | 1 Chr 7,20         | Ephraimit |
| Berenike     | Βερνίκη Berníkē                            | „Siegbringerin“                                                                                    | Apg 25,13 u. ö.    | Tochter des Königs Agrippa |
| Beri         | בֵּרִי bērî                                   | unbekannt                                                                                          | 1 Chr 7,36         | Asserit |
| Beria        | בְּרִיעָה bərîʾâ und בְּרִעָה bəriʾâ               | „Tüchtigkeit“, „Vorzüglichkeit“                                                                    | Gen 46,17 u. ö.    | Sohn Aschers, Stammvater der Beriaiter                                                                                              |
| Beria        | בְּרִיעָה bərîʾâ und בְּרִעָה bəriʾâ               | „Tüchtigkeit“, „Vorzüglichkeit“                                                                    | 1 Chr 7,23         | Sohn Ephraims |
| Beria        | בְּרִיעָה bərîʾâ und בְּרִעָה bəriʾâ               | „Tüchtigkeit“, „Vorzüglichkeit“                                                                    | 1 Chr 8,13 u. ö.   | Haupt einer Großfamilie in Ajalon                                                                                                   |
| Beria        | בְּרִיעָה bərîʾâ und בְּרִעָה bəriʾâ               | „Tüchtigkeit“, „Vorzüglichkeit“                                                                    | 1 Chr 23,10 f      | Sohn Schimis |
| Besai        | ּבֵּסָי bēsāj                                  | „in vertrauensvollem Gespräch mit JHWH“                                                            | Esr 2,49 u. ö.     | Tempelsklave |
| Besodja      | בְּסוֹדְיָה bəsōdjâ                             | „in vertrauensvollem Gespräch mit JHWH“                                                            | Neh 3,6            | Zeitgenosse Nehemias |
| Betuël       | בְּתוּאֵל bətūʾēl                              | vllt. „Mann Gottes“                                                                                | Gen 22,22 u. ö.    | Sohn Nahors und Milkas, Vater Rebekkas                                                                                              |
| Bezai        | בֵּצַי bēṣaj                                  | „Im Schatten/Schutz Gottes“                                                                        | Esr 2,17 u. ö.     | Familienoberhaupt |
| Bezai        | בֵּצַי bēṣaj                                  | „Im Schatten/Schutz Gottes“                                                                        | Neh 10,19          | Volksführer |
| Bezalel      | בְּצַלְאֵל bəṣalʾēl                             | „Im Schatten/Schutz Gottes“                                                                        | Ex 31,2 u. ö.      | Sohn Uris, Erbauer der Stiftshütte und der Bundeslade                                                                               |
| Bezalel      | בְּצַלְאֵל bəṣalʾēl                             | „Im Schatten/Schutz Gottes“                                                                        | Esr 10,30          | Sohn Pahat-Moabs, in Mischehe lebend                                                                                                |
| Bezer        | בֶּצֶר bæṣær                                  | „Gold“, „Golderz“                                                                                  | 1 Chr 7,37         | Sohn Zofachs |
| Bichri       | בִּכְרִי biḵrî                                 | „männliches Kamelfüllen“                                                                           | 2 Sam 20,1 u. ö.   | Vater des Scheba |
| Bidkar       | בִּדְקַר Bidqar                                | unklar                                                                                             | 2 Kön 9,25         | Adjutant Jehus |
| Bigta        | בִּגְתָא bigtāʾ                                | vllt. „Gabe Gottes“                                                                                | Est 1,10           | Kämmerer am Hof Ahasveros |
| Bigtan       | בִּגְתָן bigtān und בִּגְתָנָא bigtānāʾ             | vllt. „Gabe Gottes“                                                                                | Est 2,21 u. ö.     | Eunuch am Hof des Artaxerxes |
| Bigwai       | בִּגְוַי bigwaj                                | unsicher, vllt. „Gott + ?“                                                                         | Esr 2,2 u. ö.      | Volksführer unter Serubbabel |
| Bildad       | בִּלְדַּד bildad                                | vllt. „Sohn Hadads“                                                                                | Ijob 2,11 u. ö.    | Freund Ijobs |
| Bileam       | בִּלְעָם bilʿām                                | ungeklärt, vllt. „gebracht hat Amm“, „Zerstörer“ oder „Wahrsager, Redner“                          | Num 22,5 u. ö.     | Sohn Beors, Prophet, beauftragt, die Israeliten zu verfluchen                                                                       |
| Bilga        | בִּלְְגַּי bilgaj und בִּלְגָּה bilgâ                 | „Glanz“, „Heiterkeit“                                                                              | Neh 10,9 u. ö.     | Priester, der sich auf das Gesetz verpflichtete                                                                                     |
| Bilga        | בִּלְגָּה bilgâ                                 | „Glanz“, „Heiterkeit“                                                                              | 1 Chr 24,14        | Priester zur Zeit Davids |
| Bilha        | בִּלְהָה bilhâ                                 | „sorglos sein“                                                                                     | Gen 29,29 u. ö.    | Magd Rahels, Mutter Dans und Naftalis, die sie zusammen mit Jakob bekam                                                             |
| Bilhan       | בִּלְהָן bilhān                                | „ihr Schrecken“                                                                                    | Gen 36,27 u. ö.    | Sohn Ezers |
| Bilhan       | בִּלְהָן bilhān                                | „ihr Schrecken“                                                                                    | 1 Chr 7,10         | Benjaminit |
| Bilschan     | בִּלְשָׁן bilšān                                | vllt. „ihr Herr“ oder „innere Verderbnis“                                                          | Esr 2,2 u. ö.      | Rückkehrer aus dem babylonischen Exil                                                                                               |
| Bimhal       | בִּמְהָל bimhāl                                | unbekannt                                                                                          | 1 Chr 7,33         | Nachkomme Assers |
| Bina         | בִּנְעָא binʿāʾ                                | vllt. „Sohn Anats“                                                                                 | 1 Chr 8,37         | Benjaminit |
| Binnui       | בִּנּוּי binnūj                                | „JHWH hat gebaut“, i. S. v. „JHWH hat Nachkommen geschenkt“                                        | Esr 8,33           | Levit |
| Binnui       | בִּנּוּי binnūj                                | „JHWH hat gebaut“, i. S. v. „JHWH hat Nachkommen geschenkt“                                        | Esr 10,30.38       | Judäer |
| Binnui       | בִּנּוּי binnūj                                | „JHWH hat gebaut“, i. S. v. „JHWH hat Nachkommen geschenkt“                                        | Neh 3,18 u. ö      | Levit, auch Bawaj, Bani und Kadmiel                                                                                                 |
| Binnui       | בִּנּוּי binnūj                                | „JHWH hat gebaut“, i. S. v. „JHWH hat Nachkommen geschenkt“                                        | Neh 7,15           | Familienoberhaupt, auch Bani |
| Birscha      | בִּרְשַׁע biršaʿ                                | umstritten, vllt. „hässlich“                                                                       | Gen 14,2           | König von Gomorra |
| Bischlam     | בִּשְׁלָם bišlām                                | unsicher                                                                                           | Esr 4,7            | Eunuch am persischen Hof |
| Biseta       | בִּזְּתָא bizzətāʾ                              | unsicher                                                                                           | Est 1,10           | Kämmerer des Königs Ahasveros |
| Bitja        | בִּתְיָה bitrâ                                 | „Königin“ oder „Tochter/Verehrerin JHWHs“                                                          | 1 Chr 4,18         | Pharaonentochter, Ehefrau des Mered aus dem Stamm Juda                                                                              |
| Blastus      | Βλάστος blástos                            | „Spross“                                                                                           | Apg 12,20          | Kämmerer des Königs Herodes |
| Boanerges    | Βαονηργές Boanērgés                        | „Donnersöhne“                                                                                      | Mk 3,17            | Beiname der Jünger Jakobus und Johannes, den ihnen Jesus gab                                                                        |
| Boas         | ּבֹּעַז bōʿaz                                  | umstritten, vllt. „Geistesschärfe“ oder „in ihm ist Kraft“                                         | Rut 2,1 u. ö.      | Löser Ruts, Vorfahr Davids |
| Bochru       | בֹּּכְרוּ bōḵrū                                 | „sein Erstling“                                                                                    | 1 Chr 8,38 u. ö.   | Sohn des Azel |
| Bohan        | בֹּהַן bōhan                                  | „Daumen“                                                                                           | Jos 15,6 u. ö.     | Namensgeber eines Steins, Sohn Rubens                                                                                               |
| Bosor        | Βοσόρ Besór                                | „Brennen“ oder „Baal ist erhaben“                                                                  | 2 Petr 2,15        | Name des Vaters Bileams, s. o. Beor                                                                                                 |
| Bukki        | בֻּקִּי buqqî                                  | „[JHWH] hat reichlich gegeben“                                                                     | Num 34,22          | Daniter, Anführer, Sohn Joglis |
| Bukki        | בֻּקִּי buqqî                                  | „[JHWH] hat reichlich gegeben“                                                                     | 1 Chr 5,31 u. ö.   | Priester |
| Bukkija      | בֻּקִּיָּהוּ buqqijjāhū                           | „JHWH hat reichlich gegeben“                                                                       | 1 Chr 25,4.13      | Levit |
| Buna         | בּוּנָה būnâ                                  | „[JHWH/Gott] hat gebaut“, i. S. v. „[JHWH/Gott] hat Nachkommen geschenkt“                          | 2 Chr 2,25         | Sohn Jerachmeels |
| Bunni        | בֻנִּי bunnî                                  | „[JHWH/Gott] hat gebaut“, i. S. v. „[JHWH/Gott] hat Nachkommen geschenkt“                          | Neh 9,4            | Levit |
| Bunni        | בֻנִּי bunnî                                  | „[JHWH/Gott] hat gebaut“, i. S. v. „[JHWH/Gott] hat Nachkommen geschenkt“                          | Neh 10,16          | Volksoberer |
| Bunni        | בּוּנִּי būnnî                                 | „[JHWH/Gott] hat gebaut“, i. S. v. „[JHWH/Gott] hat Nachkommen geschenkt“                          | Neh 10,15          | Levit |
| Bus          | בּוּז būz                                    | „Geringschätzung“                                                                                  | Gen 22,21          | Sohn Nahors |
| Bus          | בּוּז būz                                    | „Geringschätzung“                                                                                  | 1 Chr 5,14         | Vater Jachdos |
| Busi         | בּוּזִי būzî                                  | „meine Geringschätzung“                                                                            | Ez 1,3             | Vater des Ezechiel |